# Montefiori Cocktail
I Montefiori Cocktail sono un duo musicale italiano di musica lounge, composto dai fratelli Francesco (tastierista) e Federico (sassofonista, flautista e voce) Montefiori, figli del sassofonista Germano Montefiori. Nel corso della loro carriera hanno realizzato otto album.
Alcuni brani sono Lazy Busy, Anamaria, Another B, Gne Gne Gne. Le loro composizioni sono state utilizzate per numerosi spot pubblicitari, jingle e sigle radiotelevisive; tra di esse la sigla del programma radiofonico di Rai Radio 2 Ultrasuoni Cocktail, Hu Ha, la sigla del programma Affari tuoi, la partecipazione alla colonna sonora del film L'ultimo bacio e a quella della serie Sex and the City. Hanno anche partecipato come orchestra fissa al programma Niente di personale di La7.

## Discografia

### Album
- Raccolta N.1 (Irma Records, 1997)
- Raccolta N.2 (Irma Records, 2000)
- Montefiori Cocktail - Re*Shaken the remix album project (Irma Records, 2002)
- Raccolta N.3 (V2 - Kaleidofon, 2003)
- Montefiori Appetizer Vol. 1 (EMI, 2006)
- Montefiori Appetizer Vol. 2 (EMI, 2006)
- 4 Orchestra (EMI, 2007)
- Christmas Party (EMI, 2008)
- Montefiori Cocktail Classics (Kaleidofon, 2010)